# Associazione Sportiva Biellese 1902 2001-2002
Questa voce raccoglie le informazioni riguardanti l'Associazione Sportiva Biellese 1902 nelle competizioni ufficiali della stagione 2001-2002.

## Rosa
| N. |                   | Ruolo | Calciatore          |
| -- | ----------------- | ----- | ------------------- |
|    | Italia (bandiera) | C     | Giovanni Abate      |
|    | Italia (bandiera) | C     | Fabio Barison       |
|    | Italia (bandiera) | D     | Chistian Berger     |
|    | Italia (bandiera) | A     | Alessandro Bolis    |
|    | Italia (bandiera) | D     | Riccardo Bottarelli |
|    | Italia (bandiera) | D     | Alfio Cantone       |
|    | Italia (bandiera) | A     | Giorgio Carbone     |
|    | Italia (bandiera) | A     | Marco Cavicchia     |
|    | Italia (bandiera) | D     | Maurizio Coletto    |
|    | Italia (bandiera) | C     | Alessandro Colombo  |
|    | Italia (bandiera) | D     | Nicola Consoli      |
|    | Italia (bandiera) | C     | Vincenzo Coppola    |
|    | Italia (bandiera) | C     | Alessio Daccordo    |
|    | Italia (bandiera) | C     | Davide Desideri     |

| N. |                   | Ruolo | Calciatore           |
| -- | ----------------- | ----- | -------------------- |
|    | Italia (bandiera) | C     | Pasquale De Vincenzo |
|    | Italia (bandiera) | A     | Luca Dosi            |
|    | Italia (bandiera) | P     | Gian Filippo Gerardi |
|    | Italia (bandiera) | C     | Oscar Lasagni        |
|    | Italia (bandiera) | A     | Federico Ligori      |
|    | Italia (bandiera) | C     | Omar Maffeis         |
|    | Italia (bandiera) | D     | Lorenzo Mazzia       |
|    | Italia (bandiera) | C     | Paolo Milano         |
|    | Italia (bandiera) | P     | Luca Mordenti        |
|    | Italia (bandiera) | D     | Enrico Paggio        |
|    | Italia (bandiera) | D     | Antonio Pedrocchi    |
|    | Italia (bandiera) | D     | Gastone Pistore      |
|    | Italia (bandiera) | C     | Manuel Spinale       |
|    | Italia (bandiera) | C     | Stefano Tagliani     |